# Rudy Burckhardt
Rudy Burckhardt (Basilea, 6 de abril de 1914-Searsmont (Maine), 1 de agosto de 1999) fue un cineasta y fotógrafo suizoamericano, conocido por sus fotografías de los carteles pintados a mano que comenzaron a dominar el paisaje estadounidense en los años 1940 y 1950.

## Biografía
Su familia le animó desde muy pequeño a estudiar medicina, pero con el descubrimiento de la fotografía y una nueva amistad —el escritor y poeta Edwin Denby—, la vida de Burckhardt cambió su curso: descubrió la fotografía como estudiante de medicina en Londres en los años 1930 y abandonó sus estudios para dedicarse a ella. Inmigró a la ciudad de Nueva York en 1935 y entre 1934 y 1939, además de Nueva York, viajó y fotografió las calles de París y Haití, experimentando con cortometrajes de 16mm. Mientras estuvo destacado en la colonia británica de Trinidad (actual Trinidad y Tobago) durante la Segunda Guerra Mundial (1941-1944), filmó a los residentes de la isla. En 1947, se unió a la Photo League en la ciudad de Nueva York. Burckhardt se casó con la pintora Yvonne Jacquette, con quien colaboró durante sus cuarenta años de matrimonio. A mediados de los años cincuenta trabajó con Joseph Cornell en "The Aviary", "Nymphlight", "A Fable For Fountains" y "What Mozart Saw On Mulberry Street". En los cincuenta y sesenta fotografió frecuentemente para ARTnews así como para varias instituciones y la legendaria Leo Castelli Gallery a artistas como Willem de Kooning, Pollock, Joan Mitchell y Mark Rothko. También enseñó cine y pintura en la Universidad de Pensilvania entre 1967 y 1975.
El trabajo de Rudy Burckhardt has sido exhibido en galerías y museos internacionales en instituciones tales como The Metropolitan Museum of Art, el MOMA, Museum der Moderne en Salzburgo (Austria), Fotostiftung Schweitz en Winterthur (Suiza) y el Kunstmuseum en Basilea (Suiza). Su última gran retrospectiva se realizó en el IVAM en Valencia (España), en 1997. Dada la amplitud de la documentación que realizó sobre Nueva York y sus artistas, las fotografías de Burckhardt han sido reproducidas cientos de veces para fines tanto comerciales como académicos.